# طه سليمان
طه سليمان حماد ولد (10 مارس 1976م -)، فنان سوداني من مواليد شمبات الحلة بمدينة الخرطوم بحري.
درس في مدرسة الصافية الابتدائية. ثم درس المرحلة المتوسطة في مدرسة شمبات الغربية المتوسطة. ثم درس المرحلة الثانوية في مدرسة شمبات الثانوية (ود السايح). ثم تخرج ودرس تقنية المعلومات في جامعة العلوم والتقانة. وهو أول فنان سوداني يسجل ألبوم يتكون من 14 أغنية بتقنية عالية النقاء في الصوت وتوزيع الموسيقى.
وهو يعتبر من أميز الفنانين السودانيين لطريقته وتميزه في أداء الأغاني حيث تلقى إشادة كبيرة من الموسيقار الراحل محمد وردي ولقد اعتبره من أفضل الفنانين الشباب وقام بتلحين أغنية له بعنوان الدموع من كلمات الشاعر إسحاق الحلنقي.

## بداياته
بدأ في فرقة بلدينا ومنها إلى فرقة رؤى قبل أن ينتقل إلى فرقة آل البيت قبل أن يتم الانفصال وينضم إلى فرقه أولاد البيت وكان معه في ذلك الحين في الفرقة، محمود حسن القاسم (شقيق الشاعر ديكور) وأمين حسب الرسول (عقد الجلاد) وجيلاني (ابن الملحن الراحل سليمان زين العابدين) وصلاح وجك وأخيراً محمد الخاتم وكانت تقريباً البداية مع الفرقة سنه 1992 قبل أن يتم الانفصال سنه 1998 وأشهر ألبوماته الفرقة، شوقك والولد ده

## أغانيه وألبوماته
تغنى طه بأكثر من 130 أغنية خاصة وتعامل مع كثير من الشعراء على رأسهم محمد حسن القاسم ديكور وخالد الوزير وأمجد حمزه وغيرهم. من ألبوماته:
- ألبوم فرحني
- ألبوم يا قمر
- ألبوم بريدك

## الأغاني المصورة
تجربة طه سليمان في عالم الأغاني المصورة تعتبر فريدة من نوعها كونه أول مغن سوداني يصدر أغنية مصورة بمواصفات عالمية وهو كليب عايز أعيش وكليب «بريدك» الذي كان عنوان أساسياً لألبومه الغنائي آنذاك وعرض على كثير من الشاشات والتلفزيونات العربية وبدأ السلطان يشق طريقه للعالمية ولكن في السودان انتقد بشدة من قبل النقاد في الفيديو كليب.
كماقام بإنتاج كليب «بعيد عنكي» اللذي صاغ كلماته الأغنية الشاعر الشاب المتميز جهاد عوض الله وقامت بتلحين الكلمات الأستاذة سامية الهندي وأخراج العمل على يد المخرج الشاب المتميز علي التجاني وفي ذلك الكليب ظهر طه سليمان بدور جديد ولعب دور مساعد المخرج وكان إيقاع الكليب هو إيقاع غرب السودان ويسمى«المردوم» ويعكس الكليب صورة إيقاع غرب بلدنا الحبيب للعالم وخروجه من نطاق المحلية إلى العالمية وكان ذلك الهدف الرئيسي كما أعرب السلطان في مؤتمره الصحفي لتدشين الكليب في فندق كورينثيا ببرج الفاتح بالخرطوم وقد كان حضورًا إعلاميًا مكثفًا، على رأسهم الأستاذ القدير السر قدور، والموسيقار أحمد المك، وكبار شخصيات الفن السوداني، في لفتة بارعة تُظهر أهمية العمل من جانب السلطان.